# Libres e Iguales (Italia)
Libres e Iguales (en italiano: Liberi e Uguali, LeU) es un grupo parlamentario de izquierdas en la XVIII legislatura de la República Italiana, estando presente en la Cámara de Diputados.
Hasta el 13 de abril de 2019 fue también un movimiento político, nacido como alianza electoral lanzada el 3 de diciembre de 2017 por Pietro Grasso, expresidente del Senado y exfiscal antimafia, y formada por Artículo 1, Izquierda Italiana y Posible.
El grupo parlamentario de LeU formó parte del Gobierno Draghi. Roberto Speranza, secretario general de Artículo 1, ocupó el cargo de Ministro de Salud.

## Historia

### Contexto
Desde las elecciones al liderazgo del Partido Democrático (PD) en 2013, que vieron la elección del centrista Matteo Renzi como secretario, el partido se vio dividido por una lucha interna entre la gran mayoría de Renzi (integrada por renziani, centristas surtidos y socialdemócratas moderados) y facciones izquierdistas, que fueron muy críticas con Renzi, su gobierno (2014-2016) y su propuesta de reforma constitucional, que finalmente fue rechazada en un referéndum constitucional en diciembre de 2016.
Después de las divisiones de Posible (P) y Futuro a la Izquierda (FaS), la izquierda interna de la PD estuvo dirigida por Enrico Rossi (líder de la facción Socialista Democrática y Presidente de Toscana) y Roberto Speranza (líder del Área Reformista y exlíder del PD en la Cámara de Diputados). Estos fueron respaldados por los exlíderes de DS o PD Massimo D'Alema, Pier Luigi Bersani y Guglielmo Epifani. Rossi y Speranza criticaron a Renzi toda la línea e inicialmente se unieron a Michele Emiliano, presidente de Apulia. El 25 de febrero de 2017, los disidentes, excepto Emiliano (que permaneció en el PD y desafió sin éxito a Renzi en la elección de liderazgo), y un grupo de sicilianos liderados por Arturo Scotto lanzaron el Artículo 1 - Movimiento Demócrata y Progresista (MDP), un mes después de la fusión de Izquierda Ecología Libertad (SEL), FaS y grupos menores en Izquierda Italiana (SI).

### Camino a la nueva alianza
Poco después de la fundación del MDP, Roberto Speranza (coordinador de MDP), Nicola Fratoianni (secretario de SI) y Giuseppe Civati (secretario de P) discutieron la oportunidad de formar una coalición de izquierda, alternativa a la centroizquierda dirigida por el PD, el centroderecha y el Movimiento 5 Estrellas. Durante algún tiempo, también el Campo Progresista - cuyo líder Giuliano Pisapia fue visto como un posible líder conjunto de la izquierda - y la Federación de los Verdes parecían interesados, pero finalmente decidieron ponerse del lado de la PD.
En las Elecciones regionales de Sicilia de noviembre de 2017, los tres partidos de izquierda, junto con el Partido de la Refundación Comunista, otros partidos y grupos, presentaron una lista conjunta llamada "Cien Pasos para Sicilia" con Claudio Fava para presidente. Fava ganó 6.2% de los votos, la lista 5.2% y solo Fava fue elegido diputada regional.
El 3 de diciembre de 2017, durante una convención en Roma, la alianza MDP–SI–P se estableció oficialmente como Libres e Iguales (LeU) y Pietro Grasso, presidente del Senado y exfiscal contra la mafia, fue nombrado líder y candidato para ser Primer Ministro en las elecciones generales de 2018. Unas semanas más tarde también Laura Boldrini, Presidenta de la Cámara de Diputados (que había sido elegida como independiente de SEL en 2013), se unió a LeU.

### Elecciones generales de 2018
LeU obtuvo el 3.4% de los votos en la elección, muy por debajo de las expectativas y las encuestas de opinión, y eligió 14 diputados y 4 senadores.

## Composición

### Miembros fundadores
| Partido | Partido                                               | Principal ideología    | Líder             |
| ------- | ----------------------------------------------------- | ---------------------- | ----------------- |
|         | Artículo 1 - Movimiento Demócrata y Progresista (MDP) | Socialdemocracia       | Roberto Speranza  |
|         | Izquierda Italiana (SI)                               | Socialismo democrático | Nicola Fratoianni |
|         | Posible (P)                                           | Progresismo            | Giuseppe Civati   |

### Otros miembros
| Partido | Partido                            | Principal ideología    | Líder/es                   |
| ------- | ---------------------------------- | ---------------------- | -------------------------- |
|         | Verdes de Tirol del Sur (V-G-V)    | Política verde         | Hans Heiss, Brigitte Foppa |
|         | Partido Socialista Siciliano (PSS) | Socialismo democrático | Antonio Matasso            |

## Resultados electorales

### Parlamento Italiano
| Cámara de Diputados |                |      |         |     |               |
| Año electoral       | Votos          | %    | Escaños | +/– | Líder         |
| 2018                | 1.114.799 (#6) | 3,39 | 14/630  | –   | Pietro Grasso |

| Senado de la República |              |      |         |     |               |
| Año electoral          | Votos        | %    | Escaños | +/– | Leader        |
| 2018                   | 991.159 (#6) | 3,28 | 4/315   | –   | Pietro Grasso |

### Consejos Regionales
| Región               | Última elección | Votos         | %    | Escaños | +/− |
| -------------------- | --------------- | ------------- | ---- | ------- | --- |
| Piamonte             | 2019            | 46.570 (7.º)  | 2,42 | 1/51    | 1   |
| Friuli-Venecia Julia | 2018            | 11.748 (10.º) | 2,78 | 1/49    | 1   |
| Lombardía            | 2018            | 111.296 (7.º) | 2,12 | 0/80    | –   |
| Tirol del Sur        | 2018            | 19.391 (4.º)  | 6,86 | 3/35    | –   |
| Trentino             | 2018            | 3.560 (15.º)  | 1,40 | 0/35    | –   |
| Emilia-Romaña        | 2020            | 81.419 (6.º)  | 3,77 | 2/50    | –   |
| Umbría               | 2019            | 6.727 (9.º)   | 1,61 | 0/21    | –   |
| Lacio                | 2018            | 88.416 (8.º)  | 3,48 | 1/50    | 1   |
| Abruzos              | 2019            | 16.614 (9.º)  | 2,77 | 0/31    | –   |
| Molise               | 2018            | 4.784 (10.º)  | 3,39 | 0/21    | –   |
| Sicilia              | 2017            | 100.583 (9.º) | 5,23 | 1/70    | 1   |
| Cerdeña              | 2019            | 27.077 (9.º)  | 3,79 | 2/60    | 2   |

1. ↑  En una lista cojunta con FdV.
2. ↑  Como los Verdes.
3. ↑  Como Emilia-Romaña Valiente.
4. ↑  Como Lista Cívica Verde con el PRC.